# Oliver Sigurjónsson
Oliver Sigurjónsson (3 marzo 1995) è un calciatore islandese, centrocampista dell'Afturelding.

## Carriera

### Club
Sigurjónsson ha giocato nelle giovanili del Breiðablik, per poi entrare in quelle dell'Aarhus. Non ha mai esordito in squadra, accomodandosi soltanto in panchina il 1º aprile 2013, in occasione della sfida valida per la 25ª giornata della Superligaen 2012-2013.
Nel 2014 ha fatto ritorno in Islanda, al Breiðablik. Ha debuttato nell'Úrvalsdeild il 31 agosto dello stesso anno, sostituendo Elvar Páll Sigurðsson nel pareggio casalingo per 2-2 contro il Fylkir. Il 13 luglio 2015 ha trovato il primo gol nella massima divisione locale, nel 2-0 inflitto al Fjölnir.
Il 30 giugno 2016 ha avuto l'opportunità di esordire nelle competizioni europee per club: è stato schierato titolare nella sconfitta casalinga per 2-3 contro lo Jelgava, sfida valida per il primo turno di qualificazione all'Europa League 2016-2017.
Il 20 luglio 2017, i norvegesi del Bodø/Glimt – militanti in 1. divisjon, secondo livello del campionato – hanno reso noto d'aver trovato l'accordo con il Breiðablik per l'acquisto di Sigurjónsson, trasferimento soggetto al raggiungimento dei termini personali dell'accordo col giocatore ed al superamento delle visite mediche di rito. Il 25 luglio, Sigurjónsson ha firmato ufficialmente un contratto triennale col nuovo club.
Ha esordito il 13 agosto, subentrando ad Ulrik Saltnes nella vittoria per 0-4 maturata sul campo dell'Elverum. Al termine di quella stessa annata, il Bodø/Glimt ha centrato la promozione in Eliteserien.
Il 7 aprile 2018 ha fatto ritorno al Breiðablik, in prestito fino al successivo 14 agosto.
Rientrato al Bodø/Glimt per fine prestito, vi è rimasto in forza per la stagione 2019. Nel 2020 è tornato a titolo definitivo al Breiðablik.

### Nazionale
A livello giovanile, Sigurjónsson ha giocato per l'Islanda under 17, Under-19 e Under-21. Per quanto concerne quest'ultima selezione, ha esordito in data 6 febbraio 2013, schierato titolare nella sconfitta per 3-0 maturata in amichevole contro il Galles. Il 5 settembre 2015 ha trovato le prime reti, con una doppietta nel successo per 3-2 contro la Francia.
Il 6 novembre 2015 ha ricevuto la prima convocazione in Nazionale maggiore, scelto dai selezionatori Lars Lagerbäck e Heimir Hallgrímsson in vista delle amichevoli da disputarsi contro Polonia e Slovacchia, rispettivamente il 13 ed il 17 novembre successivi. Rimasto una riserva inutilizzata nella prima di queste partite, nella seconda – contro la formazione slovacca – ha effettuato il proprio debutto, subentrando a Jóhann Berg Guðmundsson in occasione della sconfitta patita dalla sua squadra, col punteggio di 3-1.

## Statistiche

### Presenze e reti nei club
Statistiche aggiornate al 1º marzo 2020.
| Stagione          | Club              | Campionato        | Campionato | Campionato | Coppe nazionali | Coppe nazionali | Coppe nazionali | Coppe continentali | Coppe continentali | Coppe continentali | Supercoppe | Supercoppe | Supercoppe | Totale | Totale |
| Stagione          | Club              | Comp              | Pres       | Reti       | Comp            | Pres            | Reti            | Comp               | Pres               | Reti               | Comp       | Pres       | Reti       | Pres   | Reti   |
| ----------------- | ----------------- | ----------------- | ---------- | ---------- | --------------- | --------------- | --------------- | ------------------ | ------------------ | ------------------ | ---------- | ---------- | ---------- | ------ | ------ |
| 2012-2013         | Aarhus            | SL                | 0          | 0          | CD              | 0               | 0               | -                  | -                  | -                  | -          | -          | -          | 0      | 0      |
| lug.-dic. 2014    | Breiðablik        | UD                | 5          | 0          | CD              | -               | -               | -                  | -                  | -                  | -          | -          | -          | 5      | 0      |
| 2015              | Breiðablik        | UD                | 19         | 2          | CD              | 0               | 0               | -                  | -                  | -                  | -          | -          | -          | 19     | 2      |
| 2016              | Breiðablik        | UD                | 18         | 1          | CD              | 2               | 0               | UEL                | 2                  | 1                  | -          | -          | -          | 22     | 2      |
| gen.-lug. 2017    | Breiðablik        | UD                | 4          | 0          | CD              | 0               | 0               | -                  | -                  | -                  | -          | -          | -          | 4      | 0      |
| lug.-dic. 2017    | Bodø/Glimt        | 1D                | 2          | 0          | CN              | -               | -               | -                  | -                  | -                  | -          | -          | -          | 2      | 0      |
| 2018              | Breiðablik        | UD                | 20         | 2          | CD              | 3               | 1               | -                  | -                  | -                  | -          | -          | -          | 23     | 3      |
| 2019              | Bodø/Glimt        | ES                | 2          | 0          | CN              | 2               | 1               | -                  | -                  | -                  | -          | -          | -          | 4      | 1      |
| Totale Bodø/Glimt | Totale Bodø/Glimt | Totale Bodø/Glimt | 4          | 0          |                 | 2               | 1               |                    | -                  | -                  |            | -          | -          | 6      | 1      |
| 2020              | Breiðablik        | UD                | 0          | 0          | CD              | 0               | 0               | -                  | -                  | -                  | -          | -          | -          | 0      | 0      |
| Totale Breiðablik | Totale Breiðablik | Totale Breiðablik | 66         | 5          |                 | 5               | 1               |                    | 2                  | 1                  |            | -          | -          | 73     | 7      |
| Totale            | Totale            | Totale            | 70         | 5          |                 | 7               | 2               |                    | 2                  | 1                  |            | -          | -          | 79     | 8      |

### Cronologia presenze e reti in nazionale
| Cronologia completa delle presenze e delle reti in nazionale ― Islanda | Cronologia completa delle presenze e delle reti in nazionale ― Islanda | Cronologia completa delle presenze e delle reti in nazionale ― Islanda | Cronologia completa delle presenze e delle reti in nazionale ― Islanda | Cronologia completa delle presenze e delle reti in nazionale ― Islanda | Cronologia completa delle presenze e delle reti in nazionale ― Islanda | Cronologia completa delle presenze e delle reti in nazionale ― Islanda | Cronologia completa delle presenze e delle reti in nazionale ― Islanda |
| Data                                                                   | Città                                                                  | In casa                                                                | Risultato                                                              | Ospiti                                                                 | Competizione                                                           | Reti                                                                   | Note                                                                   |
| ---------------------------------------------------------------------- | ---------------------------------------------------------------------- | ---------------------------------------------------------------------- | ---------------------------------------------------------------------- | ---------------------------------------------------------------------- | ---------------------------------------------------------------------- | ---------------------------------------------------------------------- | ---------------------------------------------------------------------- |
| 17-11-2015                                                             | Žilina                                                                 | Slovacchia                                                             | 3 – 1                                                                  | Islanda                                                                | Amichevole                                                             | -                                                                      | 81’                                                                    |
| 8-2-2017                                                               | Las Vegas                                                              | Messico                                                                | 1 – 0                                                                  | Islanda                                                                | Amichevole                                                             | -                                                                      | 55’                                                                    |
| Totale                                                                 |                                                                        | Presenze                                                               | 2                                                                      |                                                                        | Reti                                                                   | 0                                                                      |                                                                        |

## Palmarès

### Club

#### Competizioni nazionali
- Campionato islandese: 2

Breiðablik: 2022, 2024
- Coppa di Lega islandese: 1

Breiðablik: 2024
- Supercoppa d'Islanda: 1

Breiðablik: 2023